# ميتشانيكسبورغ (إلينوي)
ميتشانيكسبورغ (بالإنجليزية: Mechanicsburg)‏ هي منطقة سكنية تقع في الولايات المتحدة في إلينوي. يقدر عدد سكانها بـ 456 نسمة .

## التركيبة السكانية
حدّد مكتب تعداد الولايات المتحدة بيانات التركيبة السكانية لميتشانيكسبورغ في تعداد الولايات المتحدة. في ما يلي، التركيبة السكانية حسب تعدادي 2000 و2010.

### تعداد عام 2000
بلغ عدد سكان ميتشانيكسبورغ 456 نسمة بحسب تعداد عام 2000، وبلغ عدد الأسر 172 أسرة وعدد العائلات 122 عائلة مقيمة في القرية. في حين سجلت الكثافة السكانية 167.6 نسمة لكل كيلومتر مربع (434.1/ميل2). وبلغ عدد الوحدات السكنية 198 وحدة بمتوسط كثافة قدره 72.8 لكل كيلومتر مربع (188.6/ميل2).
وتوزع التركيب العرقي للقرية بنسبة 97.15% من البيض و0.88% من الأمريكيين الأفارقة و0.66% من الأمريكيين ذوي الأصول الآسيوية و0.88% من الأعراق الأخرى و0.44% من عرقين مختلطين أو أكثر و0.22% من الهسبانيون أو اللاتينيون من أي عرق.
بلغ عدد الأسر 172 أسرة كانت نسبة 43% منها لديها أطفال تحت سن الثامنة عشر تعيش معهم، وبلغت نسبة الأزواج القاطنين مع بعضهم البعض 52.9% من أصل المجموع الكلي للأسر، ونسبة 12.2% من الأسر كان لديها معيلات من الإناث دون وجود شريك،  بينما كانت نسبة 5.8% من الأسر لديها معيلون من الذكور دون وجود شريكة وكانت نسبة 29.1% من غير العائلات. تألفت نسبة 24.4% من أصل جميع الأسر من عدة أفراد يعيشون في نفس المنزل ونسبة 8.7% كانت تتألف من شخص يعيش بمفرده يبلغ من العمر 65 عاماً أو أكثر. وبلغ متوسط حجم الأسرة المعيشية 2.65، أما متوسط حجم العائلات فبلغ 3.20.
بلغ العمر الوسطي للسكان 34.4 عاماً. وكانت نسبة 29.4% من القاطنين تحت سن الثامنة عشر، وكانت نسبة 8.6% بين الثامنة عشر والرابعة والعشرين عاماً، ونسبة 31.6% كانت واقعةً في الفئة العمرية ما بين الخامسة والعشرين والرابعة والأربعين عاماً، ونسبة 20.2% كانت ما بين الخامسة والأربعين والرابعة والستين، ونسبة 10.3% كانت ضمن فئة الخامسة والستين عاماً فما فوق. يوجد لكل 100 أنثى 104.5 ذكر، ويوجد لكل 100 أنثى في الثامنة عشر من عمرها فما فوق 101.2 ذكر.
بلغ متوسط دخل الأسرة في القرية 36,250 دولارًا، أما متوسط دخل العائلة فبلغ 42,212 دولارًا. وكان متوسط دخل الذكور 34,583 دولارًا مقابل 19,554 دولارًا للإناث. وسجل دخل الفرد الخاص بالقرية 16,906 دولارًا. وكانت نسبة 3.2% من العائلات ونسبة 3.2% من السكان تحت خط الفقر، وكان من هؤلاء نسبة 1.8% تحت سن الثامنة عشر ونسبة 0% في الخامسة والستين من العمر وما فوق.

### تعداد عام 2010
بلغ عدد سكان ميتشانيكسبورغ 590 نسمة بحسب تعداد عام 2010، وبلغ عدد الأسر 222 أسرة وعدد العائلات 169 عائلة مقيمة في القرية. في حين سجلت الكثافة السكانية 216.9 نسمة لكل كيلومتر مربع (561.8/ميل2). وبلغ عدد الوحدات السكنية 242 وحدة بمتوسط كثافة قدره 89 لكل كيلومتر مربع (230.5/ميل2).
وتوزع التركيب العرقي للقرية بنسبة 99.32% من البيض و0.34% من الأمريكيين ذوي الأصول الآسيوية و0.34% من عرقين مختلطين أو أكثر و0.51% من الهسبانيون أو اللاتينيون من أي عرق.
بلغ عدد الأسر 222 أسرة كانت نسبة 38.3% منها لديها أطفال تحت سن الثامنة عشر تعيش معهم، وبلغت نسبة الأزواج القاطنين مع بعضهم البعض 58.1% من أصل المجموع الكلي للأسر، ونسبة 11.7% من الأسر كان لديها معيلات من الإناث دون وجود شريك،  بينما كانت نسبة 6.3% من الأسر لديها معيلون من الذكور دون وجود شريكة وكانت نسبة 23.9% من غير العائلات. تألفت نسبة 17.6% من أصل جميع الأسر من عدة أفراد يعيشون في نفس المنزل ونسبة 6.3% كانت تتألف من شخص يعيش بمفرده يبلغ من العمر 65 عاماً أو أكثر. وبلغ متوسط حجم الأسرة المعيشية 2.66، أما متوسط حجم العائلات فبلغ 2.98.
بلغ العمر الوسطي للسكان 37.8 عاماً. وكانت نسبة 25.8% من القاطنين تحت سن الثامنة عشر، وكانت نسبة 8.3% بين الثامنة عشر والرابعة والعشرين عاماً، ونسبة 28.5% كانت واقعةً في الفئة العمرية ما بين الخامسة والعشرين والرابعة والأربعين عاماً، ونسبة 27.1% كانت ما بين الخامسة والأربعين والرابعة والستين، ونسبة 10.3% كانت ضمن فئة الخامسة والستين عاماً فما فوق. وتوزع التركيب الجنسي للسكان بنسبة 49.3% ذكور و50.7% إناث.